# Psammoecus bipunctatus
Psammoecus bipunctatus là một loài bọ cánh cứng trong họ Silvanidae. Loài này được Fabricius miêu tả khoa học năm 1792.